# Rurouni Kenshin: Kyoto Inferno
Rurouni Kenshin: Kyoto Inferno (るろうに剣心 京都大火編?, Rurouni Kenshin: Kyoto taika-hen) è un film del 2014 diretto da Keishi Ōtomo.
La pellicola è basata sulla serie manga Kenshin - Samurai vagabondo. È il primo di due sequel del live action Rurōni Kenshin, uscito nelle sale nel 2012.
Il 21 giugno del 2016 Funimation ha annunciato di aver acquisito i diritti della trilogia live per la sua distribuzione negli Stati Uniti. Il film è stato trasmesso sottotitolato nelle sale americane a settembre del 2016; subito dopo è stato pubblicato anche un home video e un video on demand.

## Trama

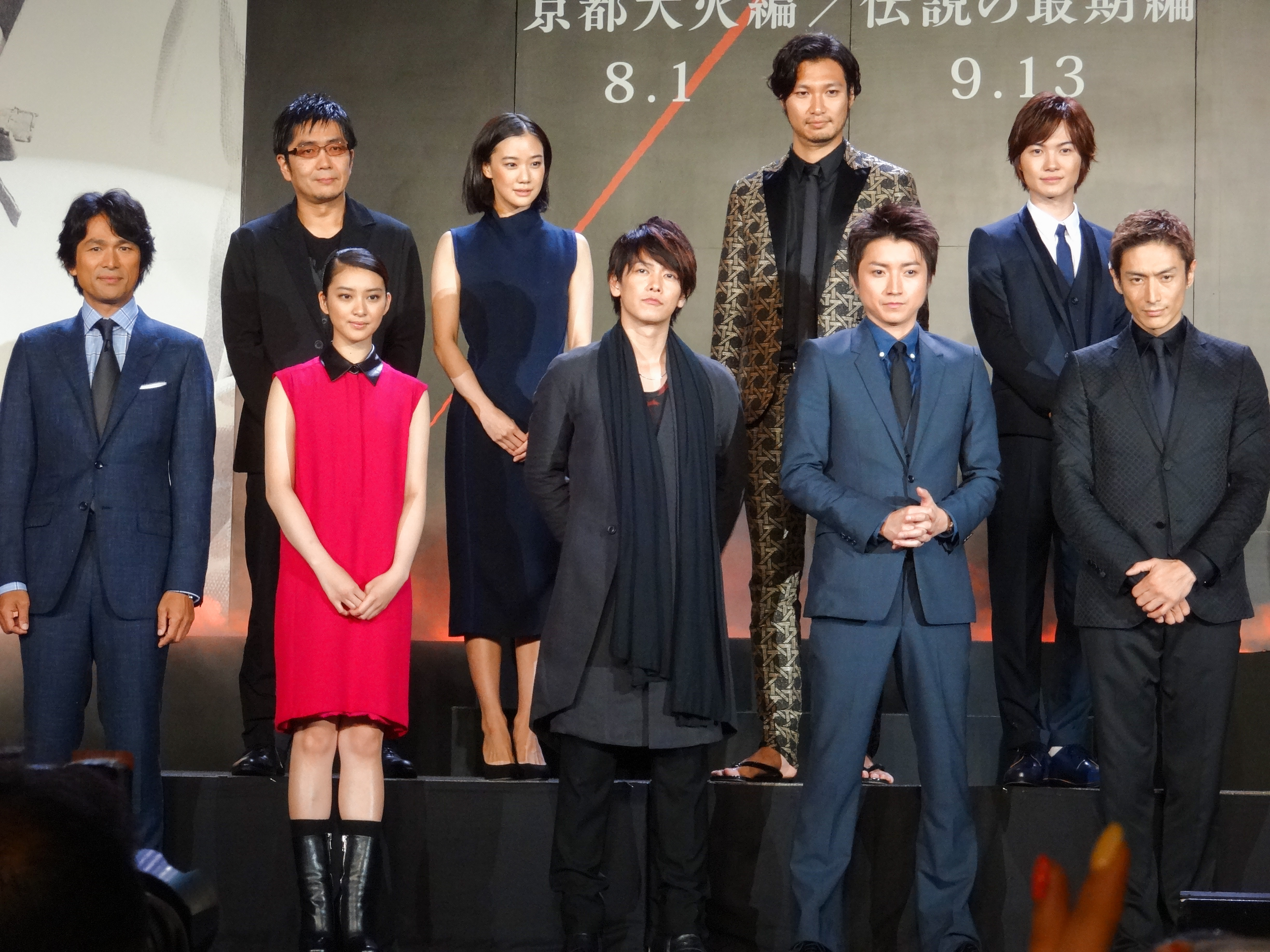
Il cast alla première.

Nella miniera di Settsu, nella prefettura di Hyōgo, Hajime Saitō guida la polizia giapponese nelle tracce di Makoto Shishio, un famigerato rinnegato che fu tradito dal governo dopo averli aiutati a sconfiggere lo shogunato Tokugawa durante la battaglia di Toba-Fushimi. Tuttavia, gli uomini di Shishio tendono un'imboscata e massacrano la polizia nella miniera; Sishio racconta a Saitō il suo piano per conquistare il Giappone prima di partire.
Dopo gli eventi del primo film, Kenshin Himura continua a vivere nel dojo di kenjutsu di Kaoru Kamiya insieme a Yahiko Myōjin, Sanosuke Sagara e Megumi Takani. Viene chiamato da un funzionario governativo, Ōkubo Toshimichi, per rintracciare Shishio, che sta terrorizzando Kyoto e dintorni. Anche se in un primo momento rifiuta la richiesta, cede quando il funzionario viene assassinato da Seta Sōjirō, il subalterno di Shishio. Subito dopo la partenza di Kenshin, un individuo arriva a Tokyo e lo cerca, picchiando Sanosuke lungo la strada.
Durante il tragitto, Kenshin incontra Misao Makimachi, che tenta di rubare il suo sakabato. Mentre i due conversano, vengono allertati da un ragazzo sulla difficile situazione dei suoi genitori e del fratello, che vengono tutti uccisi dagli uomini di Shishio per aver cercato di denunciare le loro atrocità al loro villaggio alle autorità. Kenshin batte gli uomini di Shishio, anche se la sua identità di Hitokiri Battōsai viene rivelata. Kenshin viene portato da Shishio stesso, quest'ultimo ordina a Sōjiro di duellare con Kenshin, che termina con Sōjiro che rompe il Sakabato di Kenshin. Mentre lascia la scena, Kenshin esorta gli abitanti del villaggio, incluso il ragazzo orfano, a non vendicarsi contro gli uomini di Shishio.
Arrivato a Kyoto, a Kenshin viene chiesto da Misao, che rimane impressionato dalle sue parole, di rifugiarsi in una locanda gestita da Kashiwazaki Nenji, in realtà un ninja semi-pensionato chiamato Okina un tempo impiegato dallo shogunato Tokugawa noto come Oniwabanshu che in precedenza era impiegato dallo shogunato Tokugawa; Anche Misao stessa è un'aspirante ninja. Okina avverte Kenshin che un suo luogotenente, Shinomori Aoshi (colui che ha battuto Sanosuke in precedenza), ha fatto del suo obiettivo di vita uccidere l'uomo più forte del Giappone - Kenshin.
Nel frattempo, Kaoru decide di seguire Kenshin a Kyoto, accompagnato da Yahiko. Allo stesso tempo, Kenshin scopre con suo sgomento che la persona che ha fatto il suo sakabato, Arai Shakku, è morta anni prima. Suo figlio, Seiku, inizialmente rifiuta la richiesta di Kenshin di un altro sakabato, ma quando il guerriero d'élite di Shishio, Sawagejō Chō, rapisce il suo bambino, Seiku chiede a Kenshin di sconfiggerlo. Seiku gli dà un gemello del precedente sakabato, che Kenshin usa per sconfiggere Chō. Interrogando Chō, il governo scopre che Shishio ha intenzione di radere al suolo Kyoto quella notte. La polizia governativa, insieme a Kenshin, il ninja Oniwabanshu, e ai nuovi arrivati Kaoru, Yahiko e Sanosuke, appena arrivato, combattono gli uomini di Shishio, mentre per impedire ad Aoshi di interferire con Kenshin, Okina sfida il suo ex allievo in un duello, che termina con la sconfitta di Okina. Tuttavia, Kenshin si rende conto che l'obiettivo principale di Shishio è quello di dare fuoco non a Kyoto, ma a Tokyo.
Kenshin scopre che la nave di Shishio sta per salpare per la capitale dopo aver appreso che Sōjirō ha rapito Kaoru. Lì, ha una battaglia inconcludente con Shishio, che termina quando Kaoru viene gettata a bordo. Kenshin salta in mare, ma non è in grado di localizzarla. Il film termina con un uomo misterioso che trova il corpo privo di sensi di Kenshin sulla spiaggia e lo porta via.

## Personaggi
- Kenshin Himura interpretato da Takeru Satō.
- Kaoru Kamiya interpretata da Emi Takei.
- Sanosuke Sagara interpretato da Munetaka Aoki.
- Megumi Takani interpretata da Yū Aoi.
- Yahiko Myōjin interpretato da Kaito Oyagi.
- Hajime Saitō interpretato da Yōsuke Eguchi.
- Makoto Shishio interpretato da Tatsuya Fujiwara.
- Sōjirō Seta interpretato da Ryūnosuke Kamiki.
- Yumi Komagata interpretato da Maryjun Takahashi.
- Chō Sawagejō interpretato da Ryōsuke Miura.
- Misao Makimachi interpretata da Tao Tsuchiya.
- Okina interpretata da Min Tanaka.
- Seijūrō Hiko interpretato da Masaharu Fukuyama
- Yūsuke Iseya fa la sua prima apparizione nella serie cinematografica interpretando il ruolo di Aoshi Shinomori.

## Colonna sonora
Nel film è apparsa la canzone Mighty Long Fall degli One Ok Rock tratta dal loro nuovo album intitolato 35xxxv.

## Produzione
Il film è stato girato in una varietà di luoghi in tutto il Giappone, tra cui Tokyo, Kyoto, Nagano, Ibaraki e Kanagawa. Oltre 5000 comparse sono state ingaggiate per la produzione e le riprese si sono concluse il 27 dicembre 2013.
Per i film di duologia di Kyoto, il regista Keishi Ōtomo ha detto di non aver dovuto dare molti consigli a Takeru Satō poiché la sua recitazione nel primo film ha attirato molteplici reazioni positive da parte dello staff e del pubblico. Ha poi dichiarato: "Anche senza dire questo o quello da un lato, ha creato un'immagine di Kenshin, incluso il suo comportamento, il gioco della spada e la parola, attraverso la necessaria preparazione e il duro lavoro. Quindi non mi sono preoccupato affatto".
A causa dei film di Kyoto che mostrano una caratterizzazione più oscura di Kenshin mentre lotta contro diversi rivali forti, Satoh ha anche detto che il suo lavoro è diventato più impegnativo. Tuttavia, lo trovò interessante. Una scena che Satō ha apprezzato è stata la lotta di Kenshin contro Sawagejō Chō a causa del fatto che Kenshin è costretto ad attaccare il suo nemico anche se non sa che la sua arma è mortale, il che va contro la sua morale; di conseguenza, Satō mostrò brevemente il lato hitokiri di Kenshin per un breve momento. L'attore ha detto di aver discusso di questa scena con il regista che è soddisfatto del risultato.

## Distribuzione
Il film è stato pubblicato in Blu-ray e DVD il 17 dicembre 2014 in Giappone.
Il film è stato distribuito in Blu-ray e DVD da Funimation il 6 dicembre 2016 in Nord America, che include una versione doppiata in inglese del film, con rating TV-MA.

## Accoglienza

### Incassi
Al botteghino il film ha guadagnato un totale di 52,9 milioni di dollari a livello internazionale. Il film ha anche mantenuto il primo posto al botteghino in Giappone durante la sua prima settimana. È stato il terzo film di maggior incasso del 2014 al botteghino giapponese con 5,22 miliardi di yen. Il film è stato presentato in anteprima negli Stati Uniti al LA EigaFest 2014.

### Critica
Il film ha ricevuto recensioni positive dalla critica, con elogi diffusi per quanto riguarda la direzione d'azione del film e la coreografia di combattimento condotta da Kenji Tanigaki. Christopher O'Keeffe di TwitchFilm ha dichiarato che il film "offre grandi emozioni" e "soddisfa con il suo mix di dramma dei personaggi e combattimenti con la spada mentre conduce a un'intensa battaglia per le strade dell'antica Kyoto. Nel momento in cui il finale ambientato sul mare è in giro, tutto è lasciato in equilibrio per quello che promette di essere un finale epico per questa storia elettrizzante. Marcus Goh di Yahoo! ha elogiato il film, affermando che "Kyoto Inferno è un adattamento meravigliosamente eseguito che riesce a mettere insieme tutti i punti salienti del manga e dell'anime, pur utilizzando pienamente il mezzo cinematografico per raccontare la sua storia. Nonostante sia la prima parte di un sequel in due parti, riesce ad essere una storia autosufficiente e coerente, un'impresa non facile per un sequel in due parti".
Remy Van Ruiten ha elogiato il film, affermando che "Rurouni Kenshin: Kyoto Inferno è un film fantastico" e continua dicendo "Anche nell'era di un Marvel Cinematic Universe ad alto budget, Rurouni Kenshin: Kyoto Inferno è un piacere molto raro. Poiché non ci sono molti di questi film basati su anime di questo calibro e i pochi che vengono realizzati evitando di attenersi alla stessa formula, sia nel complesso che per la coreografia durante le battaglie, l'esperienza riesce comunque a sentirsi fresca. Soprattutto rispetto agli attuali film di fumetti occidentali di recente. Non per colpirli, ma sicuramente sento la stanchezza dei fumetti, e lo stile cinematografico molto diverso dei film di Kenshin non mi fa sentire affatto allo stesso modo su di loro".
Mikhail Lecaros di GMA News Online ha dichiarato: "Ohtomo presenta Kyoto Inferno con un ritmo deliberato, sfruttando al massimo la sua durata ora estesa (Kyoto Inferno e The Legend Ends sono stati girati contemporaneamente), dando saggiamente al film momenti per respirare. Quando i combattimenti con la spada prerequisiti e i vari pugni si presentano, sono estrapolazioni live action perfette delle scene disegnate a mano che hanno affascinato i fan negli ultimi quindici anni. Jahanzeb Khan di Snap Thirty ha assegnato al film un rating "A", e continua a descrivere come "Kyoto Inferno fa un ottimo lavoro nel preparare la scena per l'epica conclusione che segue in The Legend Ends, e senza questo accumulo metodologico il gran finale del terzo film non avrebbe affatto lo stesso peso. Kyoto Inferno fa un lavoro appropriato nello stabilire Shishio e i suoi seguaci come una forza da non sottovalutare, una minaccia legittima per la vulnerabile società giapponese che sta ancora lottando per passare ai valori occidentalizzati del nuovo governo.

## Riconoscimenti
- 2016 - Audience Award Keishi Ōtomo

## Sequel
Il film ha avuto due sequel, Rurouni Kenshin: The Legend Ends, nel 2014, e Rurouni Kenshin: The Final, nel 2021. Lo stesso anno è uscito un prequel, Rurouni Kenshin: The Beginning.